# Łużki (przystanek kolejowy)
Łużki (ukr. Лушки, ros. Лужки) – przystanek kolejowy w miejscowości Łużki, w rejonie lwowskim, w obwodzie lwowskim, na Ukrainie. Leży na linii Lwów – Rawa Ruska – Hrebenne.